# Школа № 975
Школа № 975 — государственное бюджетное образовательное учреждение в Южном административном округе города Москвы.
Центр образования № 975 известен тем, что с 1994 года использует инновационные образовательные технологии личностно-ориентированного обучения, которые позволяют в учебном процессе учитывать индивидуальные особенности каждого ученика и способствуют всестороннему развитию личности ребёнка и его способностей.

## История школы
Школа № 975 была открыта в 1989 году. Уже тогда начали формироваться отличающие школу направления: применение методики коллективного творческого дела в воспитательной работе, использование технологии личностно-ориентированного обучения, работа по формированию здорового образа жизни учащихся и развитию детско-юношеского спорта, возрождение и развитие ученического самоуправления, гражданско-патриотическое воспитание учащихся.
В 2004 г. школа № 975 получила новый статус — Центр образования. В 2007 году ЦО № 975 стал победителем конкурса общеобразовательных учреждений, внедряющих инновационные образовательные программы в рамках приоритетного национального проекта «Образование».

## Директора школы
1. Калашникова Татьяна Владимировна — с 1989 по 1991 гг.
2. Плигин Андрей Анатольевич — с 1991 по 1993 гг
3. Пименов Александр Юрьевич — с 1993 г. по 2013 гг.
4. Временно исполняющая обязанности директора с 2013 гг. по настоящее время Чинилина Ирина Викторовна.

Александр Юрьевич Пименов — кандидат исторических наук, заслуженный учитель Российской Федерации, эксперт в области образовательных технологий развития личности, призёр Всероссийского конкурса «Директор школы — 2010».
Девиз «Школой управляют доверие и традиции!»

## Педагогический коллектив
В школе работают 59 педагогов.
Педагоги ЦО № 975 — авторы более 80 научных публикаций в области образования, воспитания и развития личности. Среди педагогического состава школы:
- 3 кандидата наук.
- 2 заслуженных учителя Российской Федерации.
- 18 учителей высшей квалификационной категории.
- 15 учителей 1 квалификационной категории.
- 11 отличников народного образования.

## Школьный музей
В ЦО № 975 в 2001 году был открыт музей «Солдаты России», который посвящён участникам Великой Отечественной войны, войны в Афганистане и Чеченского конфликта. Учащиеся школы собирают для музея информацию о солдатах, устраивают встречи с ветеранами Великой Отечественной войны и участниками современных локальных войн.
13 апреля 2012 года в здании школы состоялось открытие тематической рекреации, посвящённой Казахстану. В презентации и открытии зала рекреации приняли участие дипломаты Посольства Казахстана в России, руководство, преподаватели и ученики школы.

## Образовательный процесс
Центр образования № 975 осуществляет образование по программам основного и профильного обучения.
В начальной школе во второй половине дня ведётся дополнительное профильное обучение по четырём направлениям: математическое, филологическое, LEGO-математическое, информационные технологии.
Обучение в 10-11 классах ведётся по двум направлениям: естественно-математическое и филологическое.
На базе ЦО № 975 работает Детский сад для детей 5-7 лет и клуб «Малышок» для подготовки к школе детей 6-7 лет. Детский сад оборудован в соответствии с педагогикой Монтессори.

## Личностно-ориентированное образование
С 1994 г. школа внедряет программу «Личностно-ориентированное образование» под руководством доктора психологических наук, профессора И. С. Якиманской.
Личностно-ориентированное образование — это технология обучения, благодаря которой ученик может:
- свободно высказывать и отстаивать свою точку зрения, зная, что учитель его в этом поддержит;
- выбирать удобную для него форму работы (в паре, в группе или индивидуально);
- выбирать индивидуальный способ проработки учебного материала (словесный, условно-графический и т. д.);
- уметь оценивать себя и свою деятельность.

Цель личностно-ориентированного образования — не просто дать ребёнку сумму знаний, а способствовать становлению личности и характера ребёнка.
Для всестороннего развития детей в обучении используются специальные учебные конструкторы, наборы для тематических занятий, персональные компьютеры. Учебные классы начальной школы разделены на зоны, где дети обучаются, играют, отдыхают. Личностный подход к детям способствует развитию в них уверенности в себе, способности самостоятельно мыслить и готовности к сотрудничеству.
В реализации технологии личностно-ориентированного образования ЦО № 975 сотрудничает с Психологическим институтом Российской академии образования.

## Дополнительные возможности школы
- Дополнительное образование (художественно-эстетическое, социально-педагогическое, физкультурно-спортивное, культурологическое, научно-техническое)[16].
- Психологическая служба[17]
- Логопед, социальный педагог, омбудсмен.
- Языковые курсы за рубежом.
- Школьное самоуправление,[18] которое школа развивает более 15 лет[19].